# La ciudad y los perros (película)
La ciudad y los perros es una película peruana de 1985 dirigida por Francisco Lombardi con guion del reconocido poeta peruano José Watanabe, adaptación cinematográfica de la novela homónima del escritor peruano Mario Vargas Llosa.
Luego de ser presentada en la Quincena de Cineastas del Festival de Cannes de 1985, la película se estrenó el 18 de julio de ese año. Su participación en la dirección le permitió en ese mismo año como recibir el premio de mejor director en el Festival de San Sebastián.

## Sinopsis
La Ciudad y los Perros tiene lugar en un colegio militar en la ciudad de Lima, Perú. Retrata un microcosmos donde conviven “todas las sangres” de una sociedad tan diversa y compleja como la peruana, enmarcados en la disciplina, la marcialidad, mandatos y estereotipos de masculinidad vigentes en esa época, presentes en un contexto de profunda desigualdad social.
La película, con profundo espíritu crítico, se centra en la muerte del “Esclavo”, un cadete débil abusado por sus compañeros. Mientras se indaga sobre los acontecimientos alrededor de esta tragedia, conoceremos a una galería de personajes. Destacan “El Jaguar”, «El Poeta” y el Teniente Gamboa, entre otros, que con sus luces y sus sombras construyen un universo donde la complejidad de la conducta humana se expone con implacable sequedad.

## Reparto
| Actor               | Personaje                           |
| ------------------- | ----------------------------------- |
| Pablo Serra         | El Poeta                            |
| Eduardo Adrianzén   | El Esclavo                          |
| Juan Manuel Ochoa   | El Jaguar                           |
| Gustavo Bueno       | Teniente Gamboa                     |
| Luis Álvarez        | El Coronel                          |
| Liliana Navarro     | Teresa                              |
| Miguel Iza          | Arróspide                           |
| J. Raúl Galarreta   | Negro                               |
| Alberto Ísola       | Mayor Garrido                       |
| Jorge Rodríguez Paz | Padre de Ricardo Arana “El Esclavo” |
| Ramón García        | Teniente Huarina                    |
| Lourdes Mindreau    | La Pies Dorados                     |
| Aristóteles Picho   | Boa                                 |
| Antonio Vega        | El Rulos                            |
| Isabel Duval        | Tía de Teresa                       |
| Ricardo Mejía       | Pezoa                               |
| Humberto Cavero     | Médico                              |
| David Meléndez      | Serrano Cava                        |
| Raúl Romero         | Actor de reparto.                   |

## Premios
| Año  | Lugar                                                              | País           | Categoría                                       | Resultado       |
| ---- | ------------------------------------------------------------------ | -------------- | ----------------------------------------------- | --------------- |
| 1985 | Mannheim-Heidelberg International Filmfestival                     | Alemania       | Premio del Jurado                               | Ganador         |
| 1985 | Festival de San Sebastián                                          | España         | Honorable Mention                               | Nominado        |
| 1985 | Festival Internacional del Nuevo Cine Latinoamericano de La Habana | Cuba           | Coral de Bronce                                 | Nominado        |
| 1985 | Festival de Cine Latinoamericano de Biarritz                       | Francia        | Makhila de Oro a la Mejor Película              | Ganador         |
| 1985 | Festival de Cannes                                                 | Francia        | Seleccionada para la Quinzène de Realisateurs   | Nominado        |
| 1986 | Premios Óscar                                                      | Estados Unidos | Mejor película extranjera (de habla no inglesa) | Preseleccionada |